# フードストアあおき
フードストアあおきは静岡県の東部・伊豆半島を地盤とする中堅スーパーマーケット。「株式会社あおき（英: Aoki Corporation）」が運営。旧店名は「スーパーあおき」。

## 概要
1957年（昭和32年）に伊豆半島の賀茂郡下河津村（現・河津町）で創業。半島南部で徐々に店舗数を増やし、平成に入ってからは半島北部や静岡県東部にも進出した。さらに、2006年（平成18年）より県外への進出も開始し、同年10月には東京都江東区のアーバンドック ららぽーと豊洲に、2012年（平成24年）7月には神奈川県横浜市南区に、2019年（令和元年）6月には同市旭区に出店を行ったが、2022年（令和4年）8月には横浜市から撤退することとなった。
「食文化のパラダイス」を標榜し、鮮度や品質にこだわった食材に力を入れている。また、各店舗には自動演奏のピアノが置かれている。
創業から本社を河津町に置いていたが、2012年（平成24年）4月をもって静岡県沼津市大岡に移転した。
なお、愛知県を地盤とするアオキスーパー及びクスリのアオキの子会社ナルックスが運営する「スーパーのアオキ」との関連はない。

## 店舗

### 現在の店舗

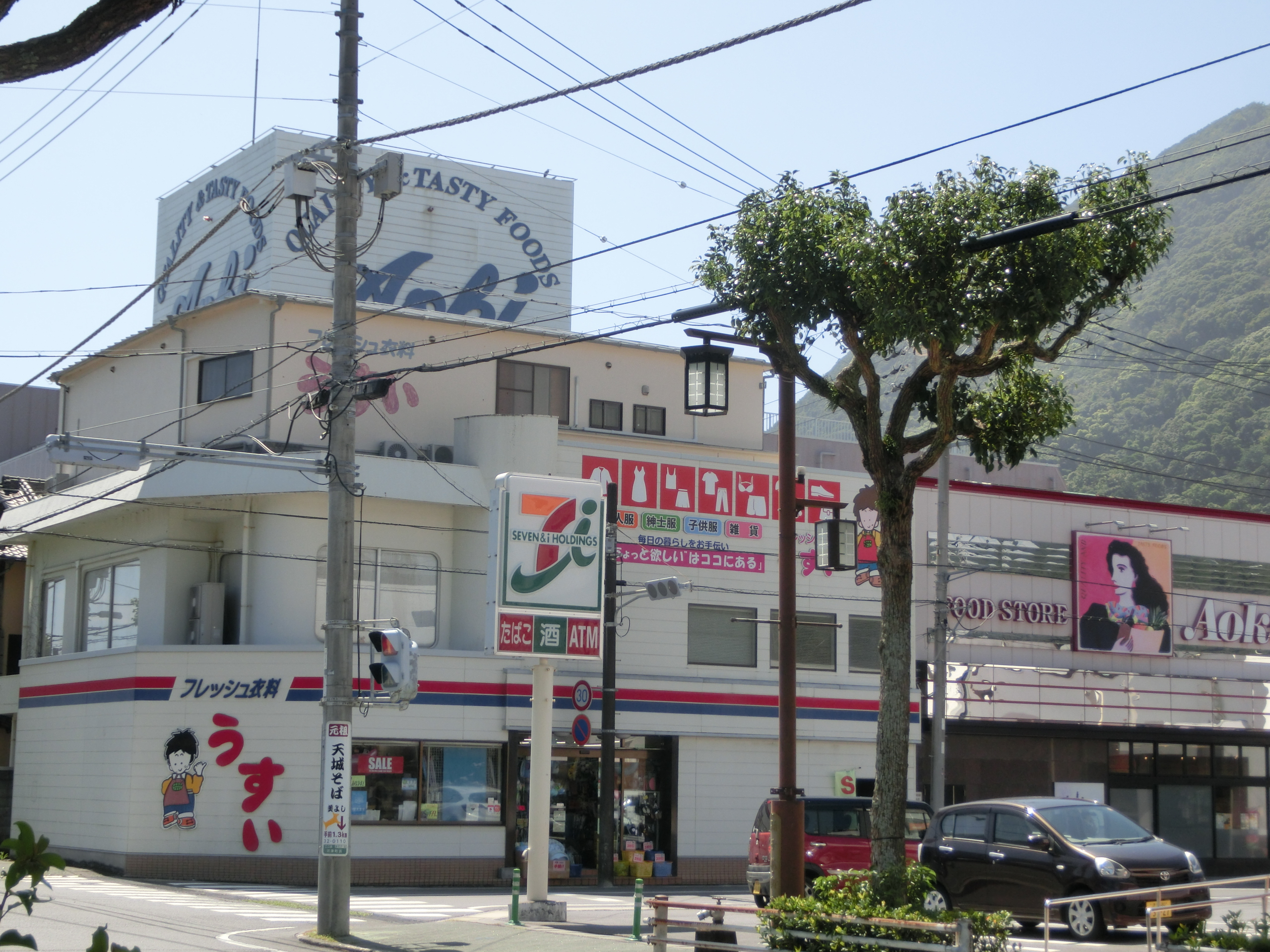
河津店

- 静岡県
  - 河津店
  - 下田広岡店
  - 西伊豆店
  - 函南店
  - 御殿場店
  - 富士店
  - 沼津店
  - 伊東店

- 東京都
  - 東京豊洲店

### 過去に存在した店舗
- 静岡県
  - 土肥店 - 2018年（平成30年）9月30日閉店
  - 下田まちだな店 - 2020年（令和2年）4月25日閉店[2]

- 神奈川県
  - 横浜天神橋店 - 2022年(令和4年)8月22日閉店[3]。跡地にはヤオコーが入居している[4]。
  - 横浜都岡店 - 2022年(令和4年)8月20日閉店[5]

## 在籍した人物
- 山梨智也[6]